# Sebastián Varas
Sebastián Esteban Varas Moreno (Viña del Mar, Chile, 1 de agosto de 1988) es un Exfutbolista chileno. Jugaba como delantero. Actualmente Es Gerente Técnico De Deportes Rengo. Comenzó en el equipo amateur Atlantic Reefer de Gómez Carreño, en Viña del Mar, para después pasar precisamente a las juveniles de Everton. Es el goleador histórico de Ñublense.

## Trayectoria
Inició su carrera en el Club Everton, teniendo pasos por Primera A y Primera B, hasta que en 2013, Torneo de Apertura, llegó al Club Ñublense donde se consolidó como pieza vital en el esquema del DT Pablo Abraham. Formó dupla de ataque con el argentino Luciano Vázquez, convirtiendo entre ambos 31 goles, siendo 11 de propiedad de Varas. Es goleador histórico de Ñublense con 56 anotaciones, superando Manuel Villalobos.

## Clubes
| Club                  | País  | Año       |
| --------------------- | ----- | --------- |
| Everton               | Chile | 2005-2006 |
| O'Higgins             | Chile | 2007-2008 |
| San Luis              | Chile | 2009-2012 |
| Rangers               | Chile | 2013      |
| Ñublense              | Chile | 2013-2016 |
| Everton (préstamo)    | Chile | 2016-2017 |
| Ñublense              | Chile | 2017-2018 |
| Unión Española        | Chile | 2019      |
| Cobresal              | Chile | 2020-2021 |
| Deportes Puerto Montt | Chile | 2022      |
| Deportes Rengo        | Chile | 2023      |